# Salvatore De Giorgi
Salvatore De Giorgi (Vernole, 6 september 1930) is een Italiaans geestelijke en kardinaal van de Rooms-Katholieke Kerk.
De Giorgi studeerde in Lecce en Molfetta en werd in 1953 tot priester gewijd. Vervolgens was hij gedurende vijf jaar persoonlijk secretaris van de bisschop van Lecce. Van 1958 tot 1973 werkte hij als parochiepriester in het bisdom Lecce en was moderator van de katholieke studentenbond en van de bond van katholieke leraren. Hij was lid van de diocesane commissie voor kerkmuziek en was bisschoppelijk vicaris voor het lekenapostolaat.
Op 21 november 1973 benoemde paus Paulus VI hem tot titulair bisschop van Tulana en tot bisschop-coadjutor van Oria. In 1978 volgde hij Alberico Semeraro op als bisschop. In 1981 benoemde paus Johannes Paulus II hem tot aartsbisschop van Foggia en tezelfdertijd tot apostolisch administrator van de bisdommen Bovino en Troia. In 1987 werd hij aartsbisschop van Tarente. Daar zou De Giorgi drie jaar blijven. In 1990 volgde zijn benoeming tot metropolitaan aartsbisschop van Palermo. Tijdens het consistorie van 21 februari 1998 werd hij opgenomen in het College van Kardinalen. De Santa Maria in Aracoeli werd zijn titelkerk.
De Giorgi nam deel aan het Conclaaf van 2005 dat leidde tot de verkiezing van paus Benedictus XVI. Een jaar later verleende deze hem ontslag vanwege zijn hoge leeftijd.
- International Standard Name Identifier: 0000 0003 6781 9662
- Library of Congress Control Number: no2016172212
- Istituto Centrale per il Catalogo Unico: CFIV095427
- Système universitaire de documentation: 254682758
- Virtual International Authority File: 232729490
- WorldCat: E39PBJdRvjGWJFcdvdxfwkDwmd